# Таргелии
Тарге́лии или Фаргелии (др.-греч. Θαργήλια, «жатва, созревание плодов») — афинский праздник, совершавшийся 6-го и 7-го таргелиона в честь Аполлона и Артемиды. 
Таргелии и Дельфинии были важнейшими из Аполлоновых праздников в Афинах. Аполлона почитали как бога жаркого лета, способствующего созреванию полевых плодов, и приносили ему и орам первенцы этих плодов. Но так как жара, с другой стороны, может также действовать гибельно не только на растительность, но и на самих людей, то афиняне в этот праздник, стараясь сделать угодное богу, совершали разные умилостивительные и очистительные обряды.
Первоначально, как гласит предание, приносили в жертву либо двух мужчин, либо мужчину и женщину, называя их греч. φαρμακοί (то есть служащими очистительной жертвой за грехи народа). Впоследствии афиняне, вероятно, отменили эту казнь и производили её только для вида. Подробности этого символического обряда неизвестны. 7-го таргелиона афиняне предавались праздничному веселью, сопровождаемому процессиями и всевозможными состязаниями. Важность этого праздника явствует из того, что заведование им поручалось первому архонту (эпониму).